# Alcúdia
För andra betydelser, se Alcúdia (olika betydelser).

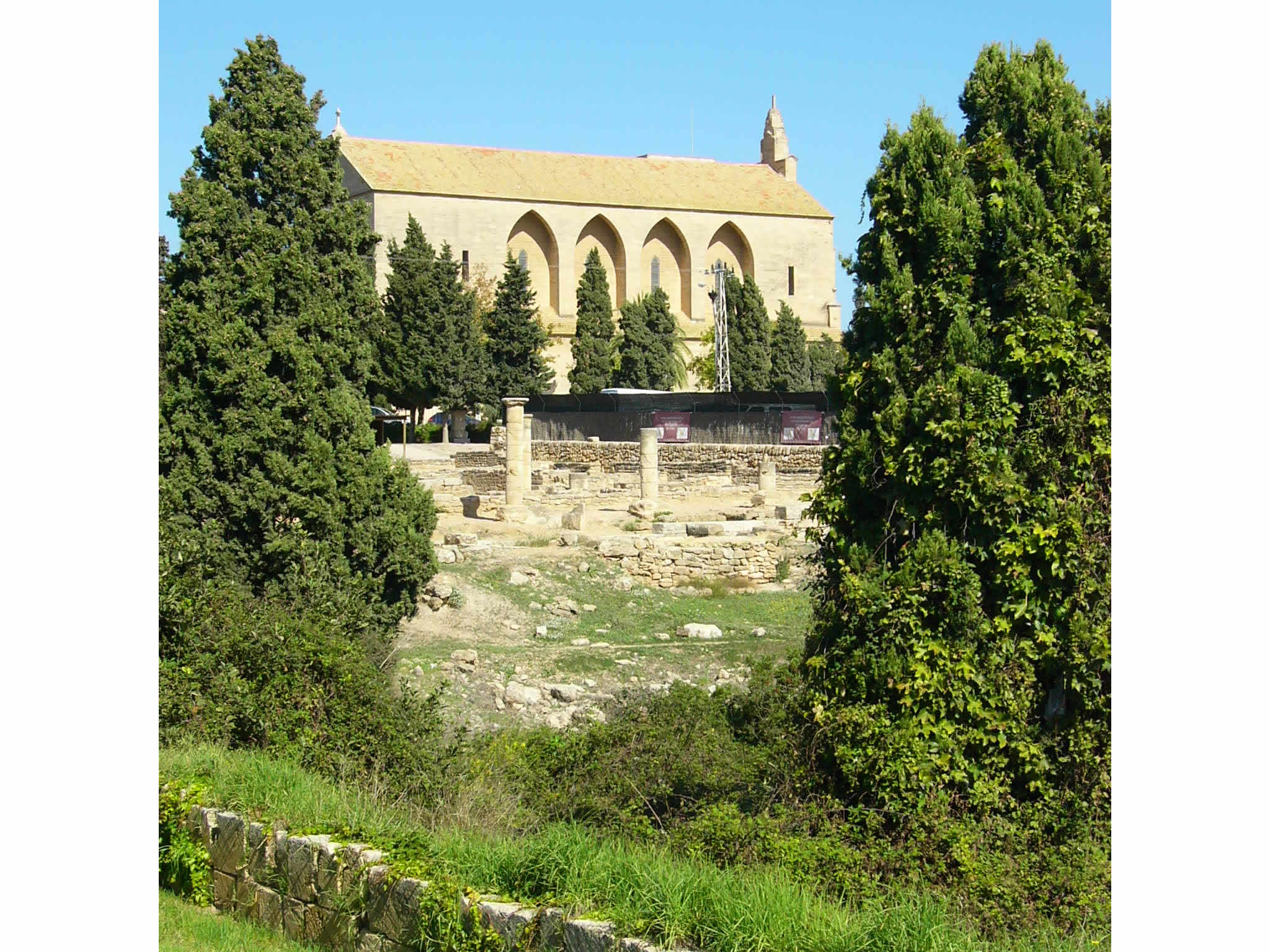
Vy över lämningarna vid Pollentia samt kyrkan i gamla stan.

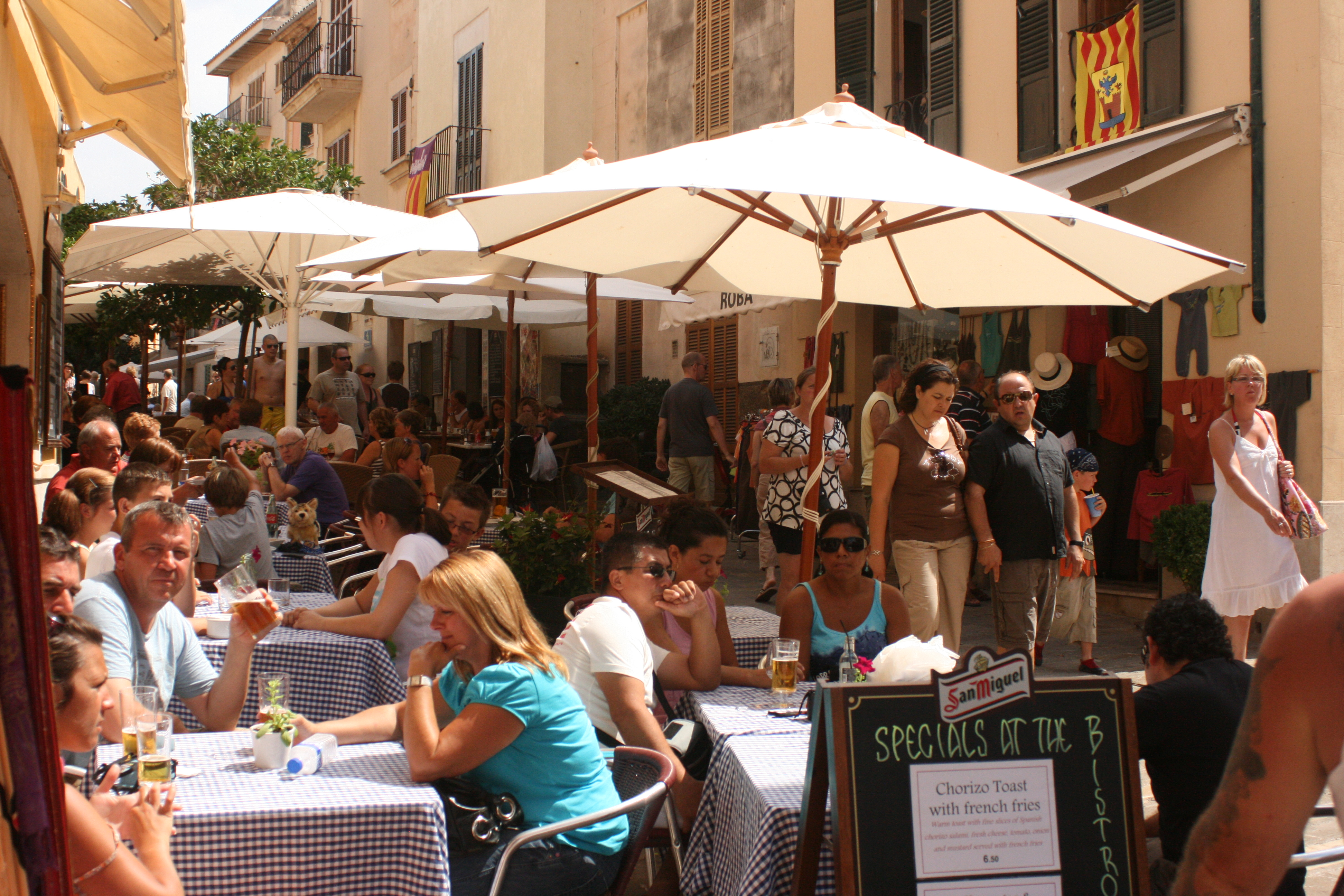
Gamla Stan i Alcúdia är känd för sina små restauranger. Här ses Bistro1909 vid stadshuset.

Alcúdia är en kommun och stad på norra delen av Mallorca i Spanien. Hela kommunen hade 19 296 invånare i början av 2016, Centralorten hade vid samma tidpunkt 7 269 invånare, och inom kommunen ligger även de nästan lika stora orterna Platja d'Alcúdia (5 560 invånare) och Port d'Alcúdia (4 882 invånare). Huvuddelen av stadens turisthotell befinner sig i Port d'Alcúdia och Platja d'Alcúdia utmed den 14 kilometer långa strand som sträcker sig till Can Picafort. I Alcúdia finns en välbevarad men levande gammal stadsdel som omges av en medeltida stadsmur. Den gamla staden är känd för sin marknad som traditionsenligt går av stapeln på tisdagar och söndagar hela året. Området innanför stadsmurarna är också känt för sina restauranger, tavernor och bistron som visserligen inte är så stora men där fokus ligger på riktigt god vällagad mat. I Port d'Alcúdia cirkulerar livet kring marinan som ligger där stranden slutar. På det stora torget vid marinan ligger caféer och restauranger av blandad kvalitet och här samlas turister och besökare framför allt på sommarkvällarna. Stranden sträcker sig från marinan vidare mot Can Picafort. Ungefär halvvägs byter området namn och kallas för Platja de Muro. Det området tillhör inte Alcúdias kommun utan Muro. Innan stranden når Can Picafort passerar den igenom det skyddade våtlandskapet S'Abufera känt för sitt fågelliv.

## Historia
Platsen där Alcúdia ligger har varit bebodd sedan bronsåldern, men det är med romarna som staden hamnar i historieböckerna. Det var på Alcúdias stränder som romarna valde att kliva iland när de invaderade Mallorca 123 f. Kr. och omedelbart därefter grundlades både huvudstaden Palma i söder och i norr staden Pollentia. Det var helt enkelt nödvändigt att ha en stad som kunde bevaka de två bukterna som idag kallas Bahia de Alcúdia och Bahia de Pollenca. Staden blev omnämnd i Rom eftersom man här gjorde förstklassigt tyg avsett för togor. När romarriket gick under som stormakt i västra Medelhavet på 400-talet plundrades Pollentia av pirater och av vandalerna vid flera tillfällen. Till slut övergavs staden och den lilla kvarvarande befolkningen skapade en ny mer skyddad stad inåt landet. De tog med sig namnet som idag har förändrats till Pollenca.
Med morernas invasion av Mallorca fick området nytt liv. I trakten kring de gamla romerska ruinerna skapades en större lantegendom. Platsen på kullen fick det arabiska namnet Alcúdia som just betyder "på kullen". År 1229 lyckades Jaume I av Aragonien besegra morerna och överta Mallorca. Hans efterföljare Jaume II köpte 1298 upp egendomen Alcúdia och beordrade byggandet av staden. Han anlade omedelbart en kyrka, kyrkogård, prästgård samt ett torg. Samtidigt påbörjades byggandet av en komplett ringmur, som skulle skydda inte bara staden utan hela området. Arbetet med murverket avslutades 1362. Stadsplanen som då lades gäller än idag och många intressanta byggnadsdetaljer från denna tid kan fortfarande ses runt om i staden. Under renässansen förstärktes murarna ytterligare och en yttre ringmur byggdes. Denna är idag riven och endast små lämningar kvarstår. Under 1500-talet drabbas Alcúdia vid många tillfällen av pirater. Staden avfolkades kraftigt och riskerade av överges helt. 1779 beslutades att man skulle bygga ut hamnen i Alcúdia för att rädda staden. Detta lyckades, men stadens ekonomi och tillväxt förblev allt annat än god.

## Turismen
Alcúdia har i alla tider fallit offer för pirater och invaderande främmande makter. Periodvis har Alcúdia också under sin moderna historia varit nästan övergiven. Bristen på ekonomisk framgång har dock gjort att stora byggnadsprojekt inte blivit av och de gamla husen och den gamla stadsplanen med slingriga gränder och små torg har fått leva kvar. På 1970-talet vände dock lyckan och den turism som redan startat i början av 1900-talet tog fart på allvar. Efter en byggnadsboom under 1980-talet har staden sansat sig ordentligt. Man har insett att om man ska kunna locka till sig besökare så krävs det mer kvalitet än kvantitet. Stora satsningar har gjorts på en välfungerande infrastruktur, en ren miljövänlig stad med ett starkt fokus på säkerhet och trygghet. 
Idag har Alcúdia profilerat sig som en turistort med kvalitet för de som söker både avkoppling och aktivitet. Nattlivet är ytterst begränsat. Däremot har man anlagt en golfbana samt gjort stora satsningar på vandringsleder i den dramatiska naturen samt på cykelvägar genom landskapet. Kommunen har också gjort stora satsningar på att bevara den gamla staden innanför murarna. Idag är stora delar helt bilfria och restriktioner avseende nybyggnationer har införts. Till och med husens fasadfärg har begränsats till de kulturhistoriska färger som har gällt i staden. Elektroniska ljusskyltar, hög musik och andra moderna påfund är helt förbjudna.